# Providencia de San Antonio
Providencia de San Antonio är en ort i Mexiko.   Den ligger i kommunen Irapuato och delstaten Guanajuato, i den centrala delen av landet, 270 km nordväst om huvudstaden Mexico City. Providencia de San Antonio ligger 1 716 meter över havet och antalet invånare är 205.
Terrängen runt Providencia de San Antonio är en högslätt, och sluttar söderut. Runt Providencia de San Antonio är det ganska tätbefolkat, med 199 invånare per kvadratkilometer. Närmaste större samhälle är Irapuato, 9,2 km nordost om Providencia de San Antonio. Trakten runt Providencia de San Antonio består till största delen av jordbruksmark.